# Manolis Papathomopoulos
Manolis Papathomopoulos (griechisch Μανόλης Παπαθωμόπουλος, * 1930; † 20. April 2011 in Ioannina) war ein griechischer Klassischer Philologe, Byzantinist und Neogräzist und Professor für Klassische Philologie an der Universität Ioannina.

## Leben
Papathomopoulos gehörte zu den Vertrauten von Andreas Papandreou und begründete zusammen mit diesem und anderen am 2. September 1974 in Papandreous Haus auf Kastri die ΠΑΣΟΚ.

## Werk
Papathomopoulos war hauptsächlich auf dem Gebiet der Editionsphilologie im Bereich der hellenistischen, spätantiken, byzantinischen und frühen neugriechischen Literatur tätig. Er beschäftigte sich intensiv mit der Überlieferung des Äsop sowie der Äsop-Viten und den Übersetzungen lateinischer Autoren (Heroidenbriefe und Metamorphosen des Ovid, die dem Älteren Cato zugeschriebenen Disticha, die Consolatio philosophiae des Boethius und die Schrift De trinitate des Augustinus) durch den byzantinischen Mönch Maximos Planudes Textkritische Editionen hat er von hellenistischen und kaiserzeitlichen Autoren und Texten (Antoninus Liberalis, Oppian und die Bibliotheke des Apollodor) ebenso wie von volkssprachlichen Texten aus byzantinischer Zeit herausgegeben (Eine unterhaltsame Erzählung von Vierbeinern, eine satirische Erzählung in der Volkssprache aus dem 14. Jahrhundert und, zusammen mit Elizabeth Jeffreys, der Krieg um Troja, ein Liebesroman in Versen aus dem 14. Jahrhundert, der auf dem Roman de Troie des Benoît de Sainte-Maure aufbaut). Im Georg Olms Verlag hat er Konkordanzen zu Nikander, Oppian, Apollonios Rhodios, Quintus Smyrnaeus, Aischylos, Sophokles veröffentlicht, Konkordanzen zu Plautus und Terenz sind angekündigt.

## Schriften
Kritische Editionen
- Antoninus Liberalis: Les Métamorphoses. Texte établi, traduit et commenté par Manolis Papathomopoulos. Les Belles Lettres, Paris 1968.
- Nouveaux fragments d’auteurs Anciens. Πανεπιστήμιον  Ιωαννίνων, Φιλοσοφική  Σχολή, Ioannina 1980 (Σειρά Πελειά, 5). Rezension von: James Diggle, in: The Classical Review (New Series) 32, 1982, 90.
- Oppianus Apameensis: Cynegetica. Eutecnius Sophistes: Paraphrasis metro soluta. Recensuit Manolis Papathomopoulos. K.G. Saur, München 2003 (Bibliotheca scriptorum Graecorum et Romanorum Teubneriana).
- Απολλοδώρου «Βιβλιοθήκη» – Apollodori Bibliotheca. Post Richardum Wagnerum recognita. Εισαγωγή – Κείμενο – Πίνακες. Εκδοσεις Αλήθεια, Athen 2010 (Λόγος Ελληνικός, 4), ISBN 978-960-99225-1-7.